# Деренковский, Виктор Яковлевич
Виктор Яковлевич Деренковский (род. 28 ноября 1942, Красногорск, Московская область) — государственный деятель, депутат Государственной думы четвёртого созыва.

## Биография
Окончил Московский государственный педагогический институт имени В. И. Ленина по специальности «русский язык и литература». Окончил механико-математический факультет Московского Государственного Университета имени М. В. Ломоносова.
С 1984 по 1986 год работал в Управлении по реставрации и строительству Данилова монастыря Московской патриархии.

### Депутат госдумы
В 2003 году был избран депутатом Государственной Думы четвёртого созыва от избирательного округа № 168 (Вяземский округ, Смоленская область). Член фракции «Единая Россия». Член Комитета ГД по экологии.